# Chi Củ đậu
Pachyrhizus là một chi thực vật có hoa trong họ Đậu. Cây củ đậu hay củ sắn, danh pháp hai phần: P. erosus là một cây dây leo có nguồn gốc từ México và Trung Mỹ.